# Tadeusz Palmowski
Tadeusz Edward Palmowski (ur. 13 października 1952) – polski geograf, profesor Uniwersytetu Gdańskiego.

## Życiorys
W 1977 zdobył tytuł magistra geografii na Wydziale Biologii i Nauk o Ziemi Uniwersytetu Gdańskiego. W 1991 uzyskał stopień doktora nauk przyrodniczych w zakresie geografii na Wydziale Biologii, Geografii i Oceanologii UG. W 2001 uzyskał stopień doktora habilitowanego nauk o Ziemi w zakresie geografii w Instytucie Geografii i Przestrzennego Zagospodarowania im. S. Leszczyckiego PAN. W 2014 otrzymał tytuł profesora Nauk o Ziemi. 
Od ukończenia studiów do 1991 był asystentem w Instytucie Geografii Uniwersytetu Gdańskiego. Po uzyskaniu stopnia doktora został adiunktem w Zakładzie Geografii Gospodarki Morskiej, a w 2001 objął stanowisko adiunkta habilitowanego w Katedrze Geografii Rozwoju Regionalnego. Rok później został kierownikiem Katedry. W latach 2002–2008 pełnił funkcję prodziekana Wydziału Biologii, Geografii i Oceanologii UG. W 2006 został profesorem nadzwyczajnym Uniwersytetu Gdańskiego. W latach 2008–2012 był dyrektorem Instytutu Geografii Uniwersytetu Gdańskiego. W 2014 zatrudniony na stanowisku profesora zwyczajnego. Kierownik Zakładu Rozwoju Regionalnego przekształconego z Katedry Geografii Rozwoju Regionalnego w 2019. 
Palmowski jest autorem 150 publikacji, dotyczących głównie gospodarki i współpracy Polski oraz innych państw basenu Morza Bałtyckiego.

## Działalność społeczna
Należy do NSZZ „Solidarność” oraz do Komisji Organizacji i Rozwoju Uniwersytetu Gdańskiego.